# Юганська Об
Юга́нська Об (рос. Юганская Обь) — селище у складі Нефтеюганського району Ханти-Мансійського автономного округу Тюменської області, Росія. Входить до складу Усть-Юганського сільського поселення.
Стара назва — Тангінський.